# Station Gros Noyer - Saint-Prix
Station Gros Noyer - Saint-Prix is een spoorwegstation aan de spoorlijn Ermont-Eaubonne - Valmondois. Het ligt in de Franse gemeente Ermont in het departement Val-d'Oise (Île-de-France).

## Ligging
Het station ligt op kilometerpunt 16,300 van de spoorlijn Ermont-Eaubonne - Valmondois (nulpunt in Saint-Denis).

## Diensten
Het station wordt aangedaan door treinen van Transilien lijn H tussen Paris-Nord en Persan - Beaumont, via Ermont - Eaubonne

## Vorig en volgend station
| Richting          | Vorig station      | Lijn    | Volgend station | Richting   |
| ----------------- | ------------------ | ------- | --------------- | ---------- |
| Persan - Beaumont | Saint-Leu-la-Forêt | Trans H | Ermont-Halte    | Paris-Nord |